# محوطه دولت‌آباد ۲
محوطه دولت‌آباد ۲ در شهرستان خاش، بخش مرکزی، دهستان سنگان، روستای عشایری دولت‌آباد واقع شده و این اثر در تاریخ ۲ مرداد ۱۳۸۷ با شمارهٔ ثبت ۲۳۱۴۲ به‌عنوان یکی از آثار ملی ایران به ثبت رسیده است.